# Кубка, Мартина
Мартина Кубка (пол. Martyna Kubka; род. 19 апреля 2001, Зелёна-Гура) — польская профессиональная теннисистка. Победительница одного турнира WTA 125 в парном разряде; и победительница 24 турниров ITF (1 — в одиночном разряде).
С 2023 года Кубка представляет Польшу на Кубке Билли Джин Кинг, где её рекорд W/L: 1—0.

## Общая биография
Родилась 19 апреля 2001 года в Зелёна-Гура, в Польше.

## Спортивная карьера
В 2019—2024 годах стала победительницей одного турнира WTA 125 и двадцати трёх турниров ITF в парном разряде.
И в 2023 году стала победительницей ещё одного турнира ITF в одиночном разряде.

### 2024
В июле 2024 года вместе с соотечественницей Вероникой Фальковской стала победительницей турнира WTA 125 Polish Open в Варшаве (Польша), где они в финале парного разряда победили Селин Неф и Нину Стоянович со счётом 6-4, 7-6(7-5).

## Итоговое место в рейтинге WTA по годам
| Год  | Одиночный рейтинг | Парный рейтинг |
| 2024 | 401               | 137            |
| 2023 | 395               | 212            |
| 2022 | 608               | 313            |
| 2021 | 480               | 261            |
| 2020 | 775               | 465            |
| 2019 | 910               | 540            |
| 2018 | —                 | 802            |